# Козьмина (река)
Козьмина (Кузьминка) — река на севере Дальнего Востока России, протекает по территории Билибинского района Чукотского автономного округа. Длина реки — 90 км.

## Название
Вероятно названа в честь штурмана П. Т. Козьмина, участника экспедиции Ф. П. Врангеля. Имеет вторую форму названия — Кузьминка.

## География
Берёт истоки с северо-восточных склонов сопки Ольховатый Камень, протекает по Чаунской низменности, в низовьях по сильно заболоченной местности полуострова Кыттык в окружении многочисленных озёр; впадает в Восточно-Сибирское море. Крупный приток — река Тихая.

## Данные водного реестра
По данным государственного водного реестра России относится к Анадыро-Колымскому бассейновому округу.